# Rebecka Le Moine
Eva Maria Rebecka Le Moine, född 1 augusti 1990 i Östra Sallerups församling i Malmöhus län, är en svensk politiker (miljöpartist). Hon är ordinarie riksdagsledamot sedan 2018, invald för Östergötlands läns valkrets.

## Biografi
Le Moine har en masterexamen i biologi, ekologi och naturvård vid Linköpings universitet. Hon har arbetat som ekologkonsult på Calluna AB och varit ideellt engagerad i Naturskyddsföreningen och Skydda skogen.
Le Moine var språkrör för Gröna Studenter 2018–2019. Hon var en av initiativtagarna till att uppmärksamma den biologiska mångfaldens dag 22 maj och har åkt på föreläsningsturné för att prata om ämnet. För sitt arbete med detta utsågs hon 2017 till Årets miljöhjälte av svenska Världsnaturfonden.
Le Moine är riksdagsledamot sedan valet 2018. I riksdagen är hon ledamot i socialutskottet sedan 2022. Hon var ledamot i skatteutskottet 2018–2022 och ledamot i Nordiska rådets svenska delegation 2021. Le Moine är eller har varit suppleant i arbetsmarknadsutskottet, miljö- och jordbruksutskottet, trafikutskottet och Nordiska rådets svenska delegation.
Den 10 september 2020 meddelade Le Moine att hon ställde upp i Miljöpartiets språkrörsval för att efterträda Isabella Lövin som partiets nya språkrör. Le Moine fick drygt 20 procent av rösterna på kongressen och var därmed den kandidat som fick flest röster efter Märta Stenevi, som blev vald till partiets kvinnliga språkrör.
Le Moine har ett förhållande med den tidigare miljöpartisten Carl Schlyter.